# Đảng Dân chủ Dân tộc (Ai Cập)
Đảng Dân chủ dân tộc (tiếng Ả Rập: الحزب الوطني الديمقراطى Al-Ḥizb al-Waṭaniy ad-Dīmūqrāṭiy, hoặc Đảng Quốc gia Dân Chủ), thường gọi đơn giản là tiếng Ả Rập: الحزب الوطني Al-Hizb al-Waṭaniy là một đảng chính trị của Ai Cập. Nó được thành lập bởi Tổng thống Anwar Sadat El vào năm 1978.
Đảng này đã được hưởng quyền lực không thể tranh cãi trong chính trị quốc gia Ai Cập, thường được coi là một thực tế đảng duy nhất với các đặc tính độc bên trong một hệ thống đa đảng chính thức, từ khi thành lập cho đến khi từ chức của người kế vị Sadat Hosni Mubarak để đáp ứng yêu sách của người biểu tình trong cuộc cách mạng Ai Cập năm 2011.
Đảng Dân chủ dân tộc là một đảng trung dung và là tổ chức kế nhiệm của Đảng xã hội chủ nghĩa Liên minh Ả Rập, cựu chính đảng cầm quyền duy nhất kể từ năm 1962, điều tiết hệ tư tưởng chủ nghĩa xã hội Ả Rập của tổ chức này. Đảng Dân chủ dân tộc (Ai Cập) đã là một thành viên của xã hội quốc tế từ năm 1989, cho đến khi nó bị khai trừ vào năm 2011, đáp lại cuộc cách mạng.
Nó đã bị giải thể vào ngày 16 tháng 4 năm 2011 theo lệnh của Tòa án Hành chính Cấp cao, và tài sản của đảng đã được chuyển giao cho nhà nước.